# Chicago P.D. (seizoen 5)
Dit artikel vat het vijfde seizoen van Chicago P.D. samen. Dit seizoen liep van 27 september 2017 tot en met 9 mei 2018. 

## Rolverdeling

### Hoofdrollen
- Jason Beghe - brigadier Henry "Hank" Voight
- Amy Morton - brigadier Trudy Platt
- Jon Seda - rechercheur Antonio Dawson
- Jesse Lee Soffer - rechercheur Jay Halstead
- Elias Koteas - rechercheur Alvin Olinsky
- Tracy Spiridakos - rechercheur Hailey Upton
- Patrick Flueger - agent Adam Ruzek
- Marina Squerciati - agente Kim Burgess
- LaRoyce Hawkins - agent Kevin Atwater

### Terugkerende rollen
- Mykelti Williamson - inspecteur Denny Woods
- Esai Morales - chief Lugo
- Chris Agos - assistent-officier van justitie Steve Kot
- Michael McGrady - assistent-officier van justitie James Osha
- Wendell Pierce - wethouder Ray Price
- Anabelle Acosta - Camila Vega
- John Pankow - rechter Tommy Wells

### Cross-overrollen
- Jesse Spencer - bevelvoerder Matthew Casey
- Taylor Kinney - bevelvoerder Kelly Severide
- Monica Raymund - paramedicus Gabriela Dawson
- Kara Killmer - paramedicus Sylvie Brett
- Eamonn Walker - brandweercommandant Wallace Boden
- David Eigenberg - brandweerman Christopher Herrmann
- Christian Stolte - brandweerman Randy "Mouch" McHolland
- Joe Minoso - brandweerman Joe Cruz
- Nick Gehlfuss - dr. Will Halstead
- Yaya DaCosta - verpleegster April Sexton
- Lorena Diaz - verpleegster Doris
- Monica Barbaro - assistent-officier van justitie Anna Valdez

## Afleveringen
| Nr. | Aflevering | Titel                  | Regisseur      | Schrijver(s)                | Selectie gastrollen | Uitzenddatum      |  |
| --- | ---------- | ---------------------- | -------------- | --------------------------- | --- | ----------------- |  |
| 85 | 1          | Reform                 | Eriq La Salle  | Rick Eid                    | Galen Ryan Kane - James Pell Patrick Byas - Marcus Kelly Heidi Johanningmeier - Jasmine                                                                                       | 27 september 2017 |  |
| Rechercheur Halstead krijgt te maken met zijn nieuwe partner Hailey Upton, dit na het vertrek van rechercheur Lindsay en het bericht dat zij niet meer terugkeert. Agente Burgess keert na haar afwezigheid weer terug op de afdeling, en gaat op onderzoek uit naar een uit de hand gelopen bendeoorlog waarbij een klein kind is gedood. Brigadier Voight zoekt rechercheur Dawson op en vraagt hem fulltime terug te keren naar zijn afdeling. |            |                        |                |                             | |                   |  |
| 86 | 2          | The Thing About Heroes | Rohn Schmidt   | John Dove                   | David Pittu - mr. Toma Jacqueline Antaramian - mrs. Toma Jilon VanOver - Bobby Rose                                                                                           | 4 oktober 2017    |  |
| Het team wordt door de FBI om hulp gevraagd bij een dodelijke bomaanslag tijdens een straatfestival. Deze zaak wordt voor agente Burgess persoonlijk als een goede vriend en collega na de bomaanslag wordt vermist. Het bewijs wijst dan uit dat deze vriend een connectie had met een terroristengroep. Wanhopig probeert Burgess, tegen de zin van Voight, bewijs te vinden dat de onschuld van hem aan zal tonen. Uiteindelijk ontdekt Burgess dat haar vriend zijn eigen undercoveroperatie uitvoerde in deze terroristengroep.                                            |            |                        |                |                             | |                   |  |
| 87 | 3          | Promise                | John Whitesell | Timothy J. Sexton           | Skipp Sudduth - John Bukowski Susana Victoria Perez - Lucia Jorge Chapa - Frank Lopez Santo Fazio - Gustavo Noel Gugliemi - Chico                                             | 11 oktober 2017   |  |
| Nadat rechercheur Dawson weer is teruggekeerd bij het team, gaat hij meteen op onderzoek in een brutale moordzaak op een jonge latinovrouw waarvan hij vermoedt dat zij werkzaam was als drugssmokkelaar. Om een belangrijke getuige te vinden van deze moord moet hij vele obstakels overwinnen. |            |                        |                |                             | |                   |  |
| 88 | 4          | Snitch                 | Terry Miller   | Rick Eid Gavin Harris       | Kylen Davis - Jordan Atwater Clifford McGhee - Andre Walker Lawrence Adimora - Kurtis Washington                                                                              | 18 oktober 2017   |  |
| Het team gaat op onderzoek uit naar een serie of moorden, dat een persoonlijke connectie heeft met de jongere broer van agent Atwater. Ondertussen zet Upton zijn vraagtekens bij een actie van Ruzek die een woordenwisseling heeft gehad met een verdachte. Brigadier Voight vermoedt dat rechercheur Dawson informatie geeft aan de verkeerde mensen, dit nadat er ooggetuigen vermoord worden gevonden. |            |                        |                |                             | |                   |  |
| 89 | 5          | Home                   | Eriq La Salle  | Sharon Lee Watson           | Currie Graham - Todd Smith Emily Dorsch - Kate Smith Blair Sams - Penny Marsden Jesse Dabson - John Marsden Kylen Davis - Jordan Atwater Aaron Roman Weiner - Marshall Carter | 25 oktober 2017   |  |
| Het team doet een inval in een drugslab wat gerund wordt door bendeleider Marshall Carter, maar stuiten daar op een oplichtingspraktijk waarin buitenlandse pleegkinderen ontvoerd worden en online worden verkocht. Ondertussen worstelt agent Atwater met een moeilijke beslissing over waar buiten Chicago zijn familieleden Jordan en Vinessa veilig zijn. |            |                        |                |                             | |                   |  |
| 90 | 6          | Fallen                 | Nick Gomez     | Gavin Harris                | Wil Traval - Sean McGrady Saul Stein - Arnold Chiliwech Sharrieff Pugh - Quinton Kane Jess Berry - Anne                                                                       | 8 november 2017   |  |
| Een op het oog perfecte familie wordt in hun huis doodgeschoten, en het team zoekt dan een drugsdealer die hier een connectie in heeft. Brigadier Voight roept dan de hulp in van brigadier McGrady, die in het verleden een aanvaring heeft gehad met rechercheur Upton. Wanneer McGrady dan dood wordt gevonden neemt de zaak een onverwachte en dramatische wending. |            |                        |                |                             | |                   |  |
| 91 | 7          | Care Under Fire        | Lily Mariye    | Gwen Sigan                  | Anabelle Acosta - Camila Vega Carlos Mirand - Luis Vega Brian McCaskill - Ben Barton Berto Colon - Rey Michael Graziadei - Josh Miller                                        | 15 november 2017  |  |
| Het team voert een strijd tegen de klok om een ontvoerde jongen terug te vinden. Het onderzoek brengt hen naar een voormalige militair als belangrijkste verdachte. Rechercheur Halstead overtuigd brigadier Voight ervan om hem undercover te laten gaan, dit door zijn militaire verleden, om zo de ontvoerde jongen te redden. |            |                        |                |                             | |                   |  |
| 92 | 8          | Politics               | Mark Tinker    | Kinan Copen                 | Scott Bryce - Scott Graynor Zach Appelman - Matt Miller Ana Alexander - Irina Petrova Ty Jones - Brian Macklin                                                                | 29 november 2017  |  |
| Het team onderzoekt een moord op een jonge vrouw waarbij een machtig congreslid bewusteloos in een hotelkamer wordt gevonden. Brigadier begint te vermoeden dat het congreslid erin geluisd wordt voor deze moord. Ondertussen begint agente Burgess te daten met een man, een openbaar aanklager. Maar het wordt al snel gecompliceerd als hij bij de zaak betrokken blijkt te zijn. |            |                        |                |                             | |                   |  |
| 93 | 9          | Monster                | Valerie Weiss  | Timothy J. Sexton           | Anabelle Acosta - Camila Vega Michael Trucco - Frank Barrett Alexander Chaplin - dr. Lewis Macy Kaley Ronayne - Sam Scott                                                     | 6 december 2017   |  |
| Het team gaat op onderzoek uit naar een reeks gevallen van een drugsoverdosis, een van de dodelijke slachtoffers is de dochter van een gerespecteerd rechter. Deze dood leidt naar een epidemie van familietragedies in de buurt. Ondertussen wordt agent Ruzek nog steeds gechanteerd door inspecteur Woods over het vinden van belastend materiaal tegen brigadier Voight. |            |                        |                |                             | |                   |  |
| 94 | 10         | Rabbit Hole            | Carl Seaton    | Rick Eid Gwen Sigan         | Anabelle Acosta - Camila Vega Tyler Elliot Burke - Wallace Blake Johnny Ferro - Alex                                                                                          | 3 januari 2018    |  |
| De relatie tussen rechercheur Halstead en zijn nieuwe vriendin Camila neemt een dramatische wending als hij zich onbedoeld midden in een drugsoperatie begeeft, en de moord op een undercover DEAagent. Later ontdekt hij dat Camila de interesse heeft gewekt van bepaalde personen, en terwijl zij denkt dat Halstead een ander persoon is dan dat zij denkt is hij bang om zijn eigen identiteit te onthullen. Ondertussen ontdekt brigadier Voight dat Ruzek de mol is, maar tot de verrassing van Ruzek werkt Voight met hem samen om inspecteur Woods ten val te brengen. |            |                        |                |                             | |                   |  |
| 95 | 11         | Confidential           | Mark Tinker    | Rick Eid Sharon Lee Watson  | Andhy Méndez - Juan Martinez / Damien Soto Madalyn Horcher - Isabel Perez Gail Bean - Sienna Danny Garcia - Raul                                                              | 10 januari 2018   |  |
| Brigadier Voight eist van rechercheur Halstead dat hij alleen kantoorwerk doet, en dat hij psychologische hulp zoekt. Een informant van agent Burgess onthult een mogelijke moord, wat het team naar een prostitutie netwerk leidt. Deze zaak zorgt ervoor dat zij en rechercheur Upton een discussie krijgen over hoe te handelen met vertrouwelijke informanten. Dankzij deze stressvolle zaak wendt Burgess zich naar haar voormalige liefde, agent Ruzek. |            |                        |                |                             | |                   |  |
| 96 | 12         | Captive                | Eriq La Salle  | Gavin Harris                | Mekhi Phifer - Joe Baker Jesse Garcia - Reimundo Morales Joshua Torrez - Billy Simeon Henderson - Calvin Hill                                                                 | 17 januari 2018   |  |
| Agent Atwater verdwijnt terwijl hij aanwezig was in de woning van een veroordeelde misdadiger, en het team zet nu alles op alles om hem terug te vinden. |            |                        |                |                             | |                   |  |
| 97 | 13         | Chasing Monsters       | Terry Miller   | John Dove                   | Sofía Lama - Marcella Gomez Ricardo Gutiérrez - Chike Johnson - Mykelti Williamson - Denny Woods                                                                              | 31 januari 2018   |  |
| Het team werkt samen met een bezoekende rechercheur om een bende uit El Salvador op te rollen, die volledig is geïnfiltreerd in Chicago. Agente Burgess en rechercheur Dawson ontdekken dat de rechercheur een donker geheim met zich meedraagt. Ondertussen wordt een lichaam gevonden, en inspecteur Woods is ervan overtuigd dat brigadier Voight deze in het verleden heeft begraven. |            |                        |                |                             | |                   |  |
| 98 | 14         | Anthem                 | John Hyams     | Timothy J. Sexton           | Alexa Adderley - Brianna Woods Barton Fitzpatrick - Jamal Tate Johnny Ray Gill - Kendrick Gaines Curtis Edward Jackson - Amos                                                 | 7 februari 2018   |  |
| Wanneer een afro-Amerikaanse tiener, tijdens een anti-politie betoging, wordt vermoordt zetten inspecteur Woods en brigadier hun verschillen opzij om deze zaak op te lossen. De zaak wordt gecompliceerd als blijkt dat de dochter van Woods met haar vriend in deze zaak betrokken blijkt te zijn. |            |                        |                |                             | |                   |  |
| 99 | 15         | Sisterhood             | Rohn Schmidt   | Rick Eid Katherine Visconti | Johnathon Schaech - rechercheur Scott Hart Suzette Gunn - Isabel 'Q' Torres Berto Colon - Rey Eryn Nicole Pablico - Tina Vasquez                                              | 28 februari 2018  |  |
| Wanneer het lichaam van een verkrachtingsslachtoffer wordt gevonden, ontdekt het team dat de daders hiervan dood en gecastreerd zijn. Het team wordt nu gedwongen om samen te werken met lokale bendes om deze moorden op te lossen. |            |                        |                |                             | |                   |  |
| 100 | 16         | Profiles               | Eriq La Salle  | Gwen Sigan                  | Jesse Spencer - Matthew Casey Taylor Kinney - Kelly Severide Kara Killmer - Sylvie Brett David Eigenberg - Christopher Herrmann Joe Minoso - Joe Cruz Danny McCarthy - Mark   | 7 maart 2018      |  |
| Deze aflevering is een cross-over met Chicago Fire (seizoen 6, aflevering 13). Wanneer brigadier Platt live wordt geïnterviewd in een studio vindt daar een bomaanslag plaats. Het team gaat al snel op onderzoek uit, en ontdekken dat de daders mediamedewerkers als doelwit hebben. Brigadier Voight vraagt brandweerkazerne 51 voor hulp in het onderzoek naar de daders. Ondertussen ontdekt rechercheur Dawson dat zijn dochter twee profielen heeft op het sociaalmedia, en dat zij hierover heeft gelogen.                                                              |            |                        |                |                             | |                   |  |
| 101 | 17         | Breaking Point         | Terry Miller   | Sharon Lee Watson           | Tyra Ferrell - mrs. Burton Jerah Milligan - Keon Walters Malachi Weir - Coleman Lewis J. Alphonse Nicholson - Lamar Jenkins Alana Arenas - rechercheur Novick                 | 14 maart 2018     |  |
| Wanneer een wethouder met zijn zoon worden vermoordt gaat het team op onderzoek uit. Zij vermoeden al snel dat de buurtgenoten van de slachtoffers corrupt zijn. Ondertussen krijgt rechercheur Olinsky een ultimatum van inspecteur Woods nadat hij beschuldigt wordt van een misdrijf waarbij zijn DNA zijn gevonden. |            |                        |                |                             | |                   |  |
| 102 | 18         | Ghosts                 | Nick Gomez     | Gavin Harris                | Ian Casselberry - Sam Straley - Tyler Whitlock Francis Guinan - Titus Welliver - Ronald Booth Christian Forrest - Scott Jansen                                                | 21 maart 2018     |  |
| Het team onderzoekt een Methamfetaminedealer die rechercheur Upton nog uit haar verleden kent. Zij wordt dan gedwongen om haar oude undercover identiteit weer op te nemen om hem zo uit te schakelen. Ondertussen vraagt brigadier Voight iemand een gunst om zo rechercheur Olinsky te helpen. |            |                        |                |                             | |                   |  |
| 103 | 19         | Payback                | Nicole Rubio   | John Dove                   | Demetrius Grosse - Ray Antonique Smith - rechercheur Rachael Rojas Billy Malone - brigadier Marino Ilana Guralnik - Crystal                                                   | 11 april 2018     |  |
| Een reeks huisinbraken leidt het team naar een op het eerste oog onwaarschijnlijke verdachte. Brigadier Voight confronteert een hoofdgetuige in het Bingham onderzoek. |            |                        |                |                             | |                   |  |
| 104 | 20         | Saved                  | Paul McCrane   | Gwen Sigan                  | Michael McGrady - James Osha Annie Thurman - Addie Sumter Sydney Pierick - Hannah Cates Mykelti Williamson - Denny Woods                                                      | 18 april 2018     |  |
| Brigadier is getuige als een vrouw, met wie hij een verleden heeft, wordt ontvoerd. Het team gaat dan op onderzoek uit, en zoekt een connectie tussen de ontvoering en een reeks bankovervallen. |            |                        |                |                             | |                   |  |
| 105 | 21         | Allegiance             | Carl Seaton    | Rick Eid Timothy J. Sexton  | Michael McGrady - James Osha Steven Gregory Norfleet - Shabazz Bechir Sylvain - Hunter Emery - Dexter                                                                         | 2 mei 2018        |  |
| Wanneer Olinsky gearresteerd wordt voor moord, gebruikt Voight zijn laatste kans om hem vrij te krijgen. Ondertussen gaan Halstead en Atwater undercover in een bende, om de productie van hoogwaardige wapens tegen te houden voordat deze op straat belanden. |            |                        |                |                             | |                   |  |
| 106 | 22         | Homecoming             | Eriq La Salle  | Rick Eid Timothy J. Sexton  | Michael McGrady - James Osha Deborah Rayne - Kate Law Tarello - Dan Dietz Mykelti Williamson - Denny Woods                                                                    | 9 mei 2018        |  |
| Nadat Olinsky in de gevangenis neer wordt gestoken gaat het team op onderzoek uit om voor hem gerechtigheid te vinden. De loyaliteit van Dawson wordt hierbij zwaar op de proef gesteld, en het schijnt Woods te lukken om voor eens en altijd Voight neer te halen. |            |                        |                |                             | |                   |  |